# Der Untergang der roten Rasse
Der Untergang der roten Rasse ist ein US-amerikanischer Western aus dem Jahr 1925 von George B. Seitz mit Richard Dix und Lois Wilson in den Hauptrollen. Der Film wurde von der Famous Players-Lasky Corporation produziert und basiert auf dem Roman The Vanishing American von Zane Grey.

## Handlung
Nophaie ist ein starker, rechtschaffener Krieger vom Stamm der Navajo. Er verprügelt den betrügerischen Indianeragenten Booker, der der Lehrerin Marion Warner, in die Nophaie verliebt ist, seine Aufmerksamkeit aufzwingen will. Nophaie flieht in die Berge, um Bookers Rache zu entkommen, und kehrt nur zurück, um sein Volk davon zu überzeugen, ihre Pferde an Earl Ramsdale zu verkaufen, einen Offizier der Armee, der Pferde für den Krieg benötigt.
Nophaie meldet sich als Scout bei der Armee und kann Ramsdale bei einem Gefecht das Leben retten. Dabei erfährt er, dass Ramsdale in Marion verliebt ist. Nach dem Krieg kehrt Nophaie zu seinem Volk zurück und findet es im Elend lebend vor. Die Indianer begeben sich auf den Kriegspfad. Nophaie reitet los, um die Weißen zu warnen, dennoch kommt es zu blutigen Gefechten, bei denen Nophaie und Booker tödlich verwundet werden. Nophaie stirbt in den Armen von Marion.

## Hintergrund
Gedreht wurde der Film vom 4. Januar bis Ende Februar 1951 auf der Iverson Movie Ranch in Chatsworth sowie in den MGM-Studios in Universal City. Die Schauspielerin Lois Wilson identifizierte in einer Zeitungskolumne den Drehort des Films in Arizona als „in der Nähe von Kayenta, 160 Meilen von der nächsten Eisenbahn (in Flagstaff), im Navajo-Reservat, umgeben von Wüstenlandschaft und 35.000 Indianern“.
Einer modernen Quelle zufolge enthielt der Film von 1925 auch Teile anderer Grey-Geschichten, da Grey seinen Roman zu Beginn der Arbeit an dem Film noch nicht fertiggestellt hatte.
Lloyd Ahern sr. arbeitete bei seiner ersten Arbeit beim Film als Kameraassistent.
1955 produzierte Republic Pictures mit Der letzte Indianer eine Neuverfilmung.

## Veröffentlichung
Die Premiere des Films fand am 15. Oktober 1925 in New York statt. 1926 kam er in Österreich in die Kinos.

## Kritiken
Der Filmkritiken-Aggregator Rotten Tomatoes hat in einer Auswertung ein Publikumsergebnis von 44 Prozent positiver Bewertungen ermittelt.
Für Mordaunt Hall von der The New York Times erwies sich der Film als eine inspirierende Produktion, die mit unendlicher Sorgfalt gestaltet wurde.
Robert E. Sherwood notierte im Magazin Life, dass der Film trotz all seiner offensichtlichen Mängel  Elemente einer großen Tragödie aufweise, was mehr sei, als man von den meisten Epen der Leinwand behaupten könne.
George T. Pardy schrieb im Magazin Motiom Picture News, die historische Exzellenz und künstlerische Schönheit dieses Epos über die schnell verschwindende indianische Rasse seien unbestritten. Die Kameraführung sei bemerkenswert gut und die Kampfszenen, einschließlich der Pfeil-und-Bogen-Gefechte und Nahkämpfe, seien der Gipfel des Realismus und der spektakulären Verlockung.

## Auszeichnungen
1925 wurde der Film als bester Film des Monats Dezember mit dem Photoplay Award ausgezeichnet. Richard Dix erhielt die Auszeichnung als bester Darsteller des Monats Dezember.